# Разумова, Ирина Степановна
Ирина Степановна Разумова (в замужестве Краг-Тимгрен) (р. 30 апреля 1952, Москва) — президент сети фитнес-клубов World Class (1990—1997) и «Планета Фитнес» (1997-2018).

## Биография

### Семья
Отец — Степан Андреевич Разумов (1909—1978), заслуженный артист РСФСР (1956), воздушный гимнаст.
Мать — Полина (Пелагея) Степановна Чернега (1918—1984), заслуженная артистка РСФСР (1957), воздушная гимнастка.

### Москва
Ирина Разумова родилась в Москве в семье артистов советского цирка — Полины Чернеги и Степана Разумова.
Большая часть детства проходила на гастролях с родителями. Подробно их биография описана в книге «Полина Чернега и Степан Разумов. Первооткрыватели циркового космоса».
В 1974 году окончила романо-германское отделение филологического факультета МГУ. В том же году эмигрировала в Швецию.

## Карьера

### Швеция
С 1974 года живёт в Стокгольме. В 1978 году основала и до 1981 года была владельцем ресторана «Бабушка», стартовый капитал которого к 1981 году составил $1500 (сумма была взята в кредит и окупилась за месяц благодаря маленькому штату служащих и оригинальной атмосфере заведения, специализирующемся на меню русской кухни).
С 1981 по 1986 год —  директор второго ресторана европейской кухни. (К 1985 году предприятие имело штат в 26 человек, годовой оборот составил $ 900 тыс.)
В 1986—1989 годы Ирина Разумова — торговый представитель финского торгового дома Thomesto Swenska, торгующего с внешнеторговыми организациями СССР.

### Фитнес-клубы
В январе 1987 года после визита в Москву начинает вести переговоры об открытии в СССР первых фитнес-клубов. В 1988 г. представила свой бизнес-план по открытию первого коммерческого клуба Президенту World Class International Ульфу Бенгстону, основателю сети фитнес-клубов в Скандинавии.
В том же году Ульф Бенгстон согласовал с Ириной Разумовой начало работ по формированию совместного предприятия и открытию в СССР фитнес-клубов на условиях франшизы. Идею поддержал ведущий специалист торгпредства СССР в Швеции Олег Гусаров, благодаря которому Ирина Разумова получила 36 адресов торговых инстанций в крупных городах СССР с соответствующими рекомендациями, дающими право чиновникам проводить переговоры с компанией World Class о ведении совместного советско-шведского бизнеса (иностранная компания могла открыть на территории СССР дочернюю фирму только в виде совместного предприятия, найдя отечественных соучредителей).
В 1988 году получен ответ от ленинградского внешнеторгового объединения «Ленфинторг», начинаются переговоры о создании первого советского фитнес-клуба в Ленинграде.
8 сентября 1990 года клуб World Class открывается в цокольном этаже Дома Кирова на Каменностровском проспекте, 26-28, где к тому времени работал кооперативный тренажерный зал, созданный олимпийским чемпионом по конькобежному спорту Евгением Куликовым. «Так в Санкт-Петербурге (тогда еще Ленинграде) появился первый фитнес-клуб World Class, принадлежавший на 49% WCI, а на 51% — кооперативу «Тонус», руководителем которого был олимпийский чемпион по конькобежному спорту Евгений Куликов». Управляющей клубом была назначена чемпионка мира по легкой атлетике Марианна Масленникова.
В 1993 году World Class открылся в Москве на ул. Житная. 
В феврале 1994 года газета The Moscow Tribune сообщала: 

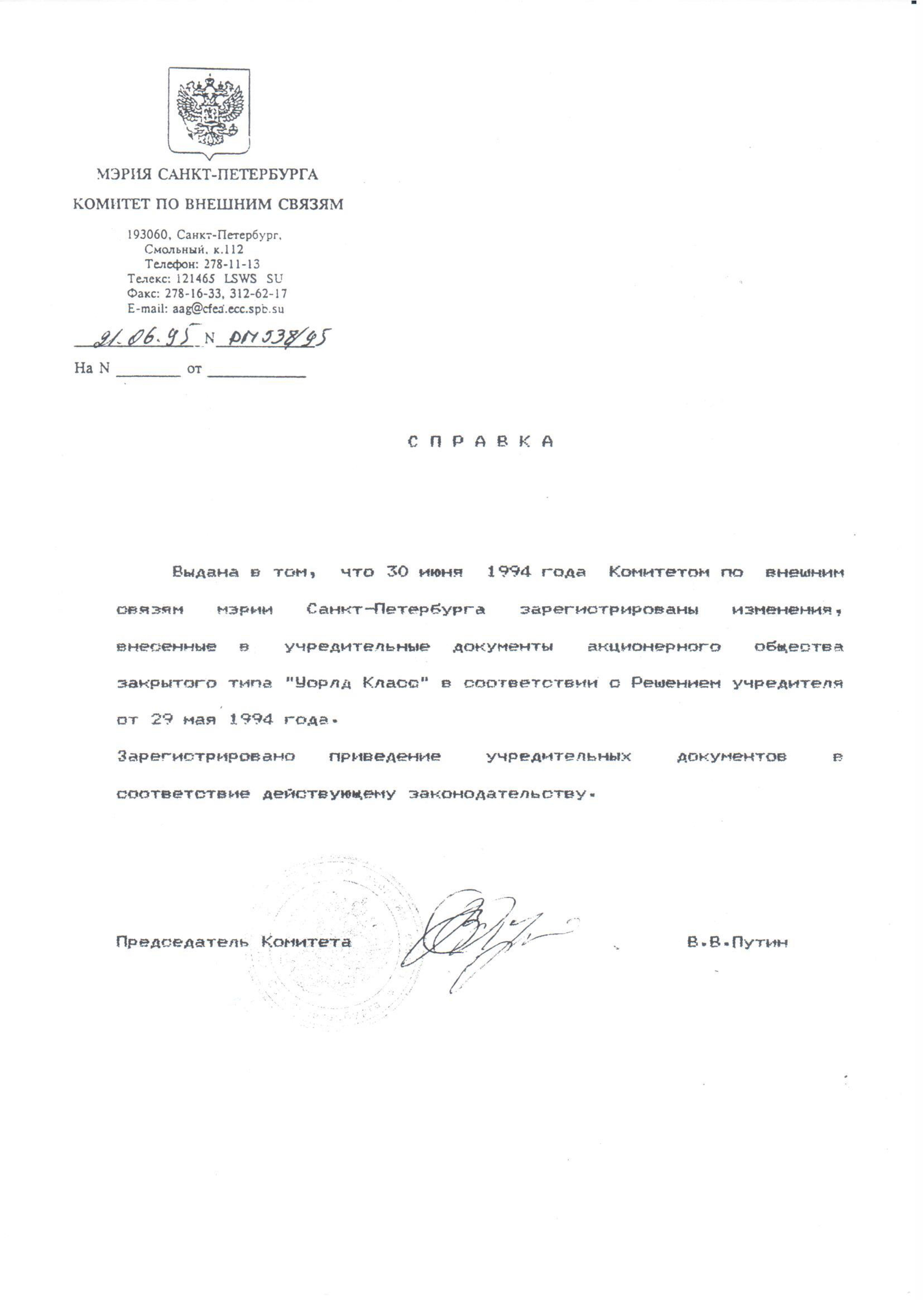
В 1994 году World Class получил российский статус

«Moscow is changing so rapidly. There are many new exciting opportunities and activities appearing here and staying in shape has become a lot easier and more fun. The World Class Fitness Centre, a Swedish fitness chain, has opened a beautiful facility in Moscow. They offer a whole body approach to fitness with excellent exercise facilities, massage, saunas and a health bar.

The exercise equipment is state-of-the-art. All of you "hard body enthusiasts" will be glad to hear they have seven compuierised ClimbMax step machines, four treadmills, five com p uteri set! stationary bikes and a complete line of Life Fitness machines. These computerised machines help make exercising fun and less monotonous. In addilion to the Life Fitness machines there arc free weights and "Universal" type machines».
В той же заметке отмечалось, что вице-президентом World Class в Москве является Ирина Краг (Ирина Разумова).

### «Планета Фитнес»
В 1997 году в Санкт-Петербурге был проведен ребрендинг клубов World Class («Гранд Отель Европа», «Озерки», «Невский Палас»): проекты начали функционировать под маркой «Планета Фитнес». В Москве появились клубы сети — на Малой Дмитровке в здании «Ленкома», в Сокольниках на ул. Короленко и на Минской улице в ЖК «Золотые Ключи».
Также в 1997 году создается «Академия Фитнеса», образовательное учреждение по подготовке профессиональных кадров.
С 1997 года проводились фитнес-конгрессы, главная цель которых заключалась в совершенствовании фитнес-индустрии. Первый конгресс, состоявшийся в 1999 году в Концертном зале «Россия», собрал три тысячи участников (от рядовых сотрудников до руководителей клубов). Также конгрессы «Планеты Фитнес» проходили в 2000, 2001, 2002, 2003 и 2006 годах. Благодаря ним фитнес-индустрия обрела ряд новых направлений (сайкл, пилатес, стретчинг, функциональный тренинг и др.), а «Планета Фитнес» ввела категории клубов: «Семейный отдых», «Фитнес», «Фитнес и спорт», «Фитнес и отдых», «Студия персонального тренинга», «Танцевальная студия», «Гостиничный фитнес».
В 2002 году стартует международный проект сети — 12-й по счету клуб «Планеты Фитнес» открывается на Украине, в Киеве.
В 2004 году Ирина Разумова открыла в Стокгольме «Планету Фитнес», которая предлагала шведам широкий спектр услуг.
«Впервые в истории российского фитнеса наш бренд вышел на сложившийся, остроконкурентный зарубежный рынок. Как предприниматель, я ориентируюсь не на „быструю прибыль“, а на построение разветвленного, устойчивого бизнеса. <…> Выход на международный рынок дает возможность объективно оценить профессиональный уровень компании, открывает новые горизонты развития».
В 2006 году американские партнеры вышли из бизнеса, продав свою долю «Планете Фитнес». По отчету компании, в августе 2007 года «Планета Фитнес» насчитывала 40 клубов.

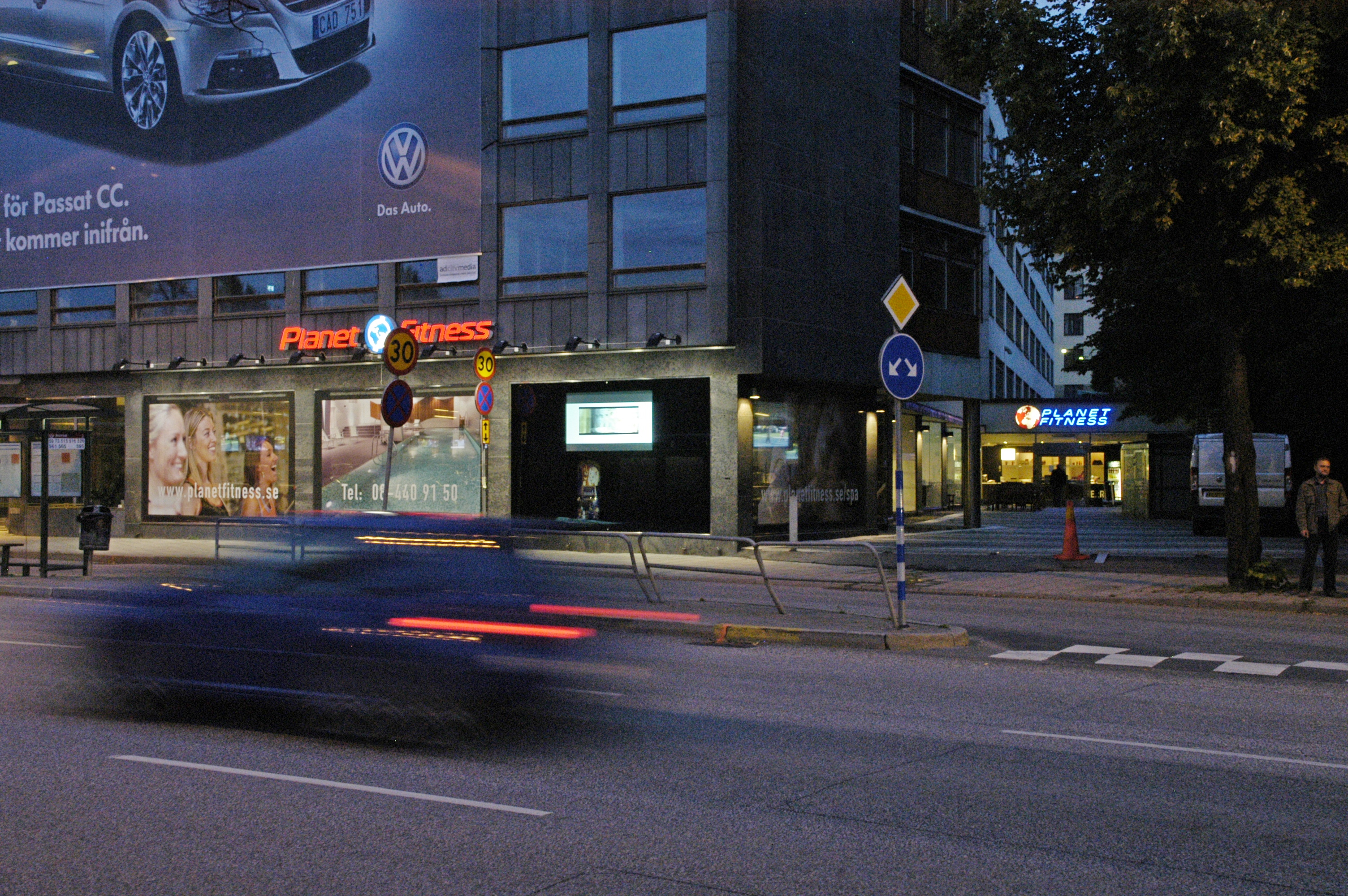
Планета Фитнес в Стокгольме, Швеция.

В пик расцвета компании «Планета Фитнес» насчитывала более 50-ти клубов не только в России (Санкт-Петербург, Москва, Белгород, Казань, Набережные Челны, Уфа), но и в Швеции, на Украине, в Белоруссии.
В 2018 году по инициативе Ирины Разумовой «Планета Фитнес» поменяла стратегию: проводится ребрендинг ряда клубов, а компания, опираясь на многолетний опыт, берет курс на обеспечение профессиональной поддержки и развитие фитнес-индустрии путем франчайзинга, консалтинговых услуг, обучения персонала и пр.

### Hard Candy Fitness
В июле 2011 года Ирина Разумова открыла первый в России фитнес-клуб (Hard Candy Fitness) по проекту американской поп-певицы Мадонны. Клуб располагался в Санкт-Петербурге (Петроградская наб., 18) и был назван в честь одного из альбомов певицы. Международный пилотный фитнес-проект Мадонны был запущен в ноябре 2010 года в Мехико (Мексика) и предполагал создание порядка десяти клубов, в том числе в Италии, Великобритании, Канаде, Франции, Австралии, Аргентине и Бразилии. 
Интересы Мадонны в фитнес-индустрии представлял New Evolution Ventures (сеть клубов 24 Hour Fitness, включающая более 400 клубов по всему миру), созданный Марком Мастровым.

В декабре 2011 года в Москве (также по замыслу основательницы "Планеты Фитнес" Ирины Разумовой) открылся третий в мире фитнес-клуб по проекту Мадонны. Певица так комментировала этот проект:
Открытие фитнес-центра в Москве особенно радует, так как мне очень понравился город и люди, когда я приезжала в рамках моего турне Sticky & Sweet.
В 2018 году российские клубы Мадонны прекратили свое существование. 

## Награды
В 2006 году сеть клубов «Планета Фитнес» названа «Брендом года/EFFIE» в категории «Услуги и Сервис». 